# BVO Emmen in het seizoen 1998/99
Het seizoen 1998/1999 was het twaalfde seizoen van Emmen in het betaalde voetbal. De ploeg deed mee in de Eerste divisie en nam deel aan de KNVB Beker. Via de competitie wist Emmen zich te plaatsen voor de nacompetitie, waarin het als laatste in de poule eindigde.

## Selectie

### Doelmannen
- Jelle ten Rouwelaar
- Theo Migchelsen
- Michiel Sanders

### Verdedigers
- Steve van den Broek Humphrey
- Gerard Kocks
- Alfons Arts
- Wilfried Elzinga
- Peter Uneken
- Erwin Leurink
- Marc Hegeman

### Middenvelders
- Jannes Wolters
- Roy Stroeve
- Jan van Raalte
- Berry Hoogeveen
- Dick Kooijman
- Etienne Barmentloo
- Jarno Rötgers
- René Grummel

### Aanvallers
- Eric van Veldhuizen
- Michel van Oostrum
- Martin Drent
- Peter Hofstede
- Tony Alberda
- Mika Nurmela
- Berend Oosting
- Robert Fik
- Jurjen Bijleveld

## Uitslagen

### Competitie
| Tegenstander    | Thuis | Uit |
| --------------- | ----- | --- |
| ADO Den Haag    | 1-0   | 1-4 |
| FC Den Bosch    | 0-1   | 0-3 |
| FC Dordrecht    | 3-0   | 0-1 |
| FC Eindhoven    | 1-3   | 1-1 |
| SBV Excelsior   | 4-0   | 1-3 |
| Go Ahead Eagles | 1-0   | 0-3 |
| FC Groningen    | 1-0   | 3-0 |
| HFC Haarlem     | 3-1   | 5-1 |
| Helmond Sport   | 2-1   | 0-1 |
| Heracles Almelo | 2-0   | 0-0 |
| RBC Roosendaal  | 3-1   | 1-1 |
| SC Telstar      | 2-1   | 2-1 |
| TOP Oss         | 2-1   | 1-0 |
| SC Veendam      | 1-3   | 1-1 |
| FC Volendam     | 4-0   | 1-3 |
| VVV-Venlo       | 2-1   | 0-1 |
| PEC Zwolle      | 3-0   | 1-0 |

### KNVB Beker

#### Groepsfase
| Tegenstander  | Thuis | Uit |
| ------------- | ----- | --- |
| FC Groningen  |       | 0–7 |
| SV Urk        | 5–3   |     |
| VV Appingedam |       | 4–0 |

#### Knock-outfase
| Ronde          | Wedstrijd               | Uitslag |
| -------------- | ----------------------- | ------- |
| Tweede ronde   | Emmen - sc Heerenveen   | 3–2     |
| Achtste finale | Emmen - SC Cambuur      | 2–0     |
| Kwartfinale    | Fortuna Sittard - Emmen | 3–1     |

### Nacompetitie

#### Uitslagen
| Tegenstander  | Thuis | Uit |
| ------------- | ----- | --- |
| Dordrecht '90 | 5–3   | 1–2 |
| RKC Waalwijk  | 0–1   | 2–4 |
| FC Zwolle     | 1–3   | 1–2 |

#### Eindstand
| pos | club          | gs | w | g | v | pnt | dv | dt | ds |
| --- | ------------- | -- | - | - | - | --- | -- | -- | -- |
| 1   | RKC Waalwijk  | 6  | 5 | 1 | 0 | 16  | 11 | 3  | +8 |
| 2   | FC Zwolle     | 6  | 2 | 2 | 2 | 8   | 8  | 10 | –2 |
| 3   | Dordrecht '90 | 6  | 2 | 1 | 3 | 7   | 12 | 13 | –1 |
| 4   | Emmen         | 6  | 1 | 0 | 5 | 3   | 10 | 15 | –5 |

ADO Den Haag ·
FC Den Bosch ·
Dordrecht '90 ·
Eindhoven ·
Emmen ·
Excelsior ·
Go Ahead Eagles ·
FC Groningen ·
Haarlem ·
Helmond Sport ·
Heracles Almelo ·
RBC ·
Telstar ·
TOP Oss ·
BV Veendam ·
FC Volendam ·
VVV ·
FC Zwolle